# Ангарскцемент
Ангарский цементно-горный комбинат — предприятие по производству цемента. Расположен в г. Ангарске Иркутской области в 39 км от г. Иркутска. Единственный цементный завод в регионе. Полное официальное наименование - Акционерное общество "Ангарский цементно-горный комбинат". С 2020 года входит в состав холдинга "Сибирский цемент".

## История
Решение о строительстве цементного завода в Иркутской области было принято в 1950 году на фоне понимания ключевой роли цементной отрасли в возрождении народного хозяйства после Великой Отечественной войны (*Постановление Совета Министров СССР от 10 июня 1950 года №2489 и приказом  министра промышленности строительных материалов СССР от 30 ноября 1950 г. №737).
Проект предприятия разработал ленинградский научно-исследовательский институт «Гипроцемент». В июне 1952 года проектное задание было утверждено (*Распоряжение Совета министров СССР от 3 июня 1952 года №13791-Р), в марте 1955 года началось возведение цехов.
В это же время за 200 км от Ангарска на Слюдянском месторождении мрамора по проекту НИИ «Союзгипронеруд» велось строительство карьера «Перевал» – сырьевой базы будущего комбината. Впервые в качестве сырья для производства цемента планировалось использовать не мягкий мел, а непластичный высокомагнезиальный мраморный известняк.
26 декабря 1957 года пущена в эксплуатацию первая технологическая линия предприятия, в январе 1958 года – вторая, в феврале – третья. Акт приемки в эксплуатацию Иркутского цементного завода в составе трех технологических линий с проектной мощностью 475 тыс. тонн в год по выпуску портландцемента марки «400» был утвержден в ноябре 1958 года. (*Постановление Совета народного хозяйства Иркутского экономического административного района от 12.11.1958 г. № 216). В феврале 1960 года введена в эксплуатацию четвертая технологическая линия, в результате чего мощность завода достигла 900 тыс. тонн цемента в год.
В октябре 1960 года предприятие было переименовано в Ангарский цементный завод (*Постановление Совета народного хозяйства Иркутского экономического административного района от 17.10.1960 г. № 245).
В 1975 году Ангарский цементный завод и карьер «Перевал» объединились в одно предприятие - Ангарский цементно-горный комбинат.
Продукция предприятия была востребована на всех крупнейших стройках Восточной Сибири – в частности, использовалась  для возведения Ангарского каскада ГЭС, нефтехимического и электролизно-химического комбинатов. Цемент поставлялся  на такие крупные объекты, как Братская, Усть-Илимская, Вилюйская ГЭС, трасса Москва – Владивосток, железнодорожные и автомобильные мосты Байкало-Амурской магистрали, Северомуйский тоннель и многие другие.
В 1992 году зарегистрировано «Открытое акционерное общество «Ангарский цементно-горный комбинат» - ОАО «Ангарскцемент» (*Постановление мэра г. Ангарска №234127 от ноября 1992 года).
В 2004 году компания «Сибирский цемент» приобрела 15,03% акций ОАО «Ангарскцемент». В дальнейшем холдинг постепенно увеличивал свою долю в уставном капитале предприятия. В настоящее время с холдинговой компанией «Сибирский цемент» заключен договор управления.

## Собственники и руководство
С 2020 года АО "Ангарскцемент" входит в  холдинговую компанию "Сибирский цемент".
Руководители предприятия  в 2011 - 2021 гг:
2011 - 2016 — Владимир Афанасин.
2016 -  2021 —  Дмитрий Киреев.
2021 - настоящее время — Владимир Афанасин.

## Характеристики производства

### Мощности
На заводе функционируют четыре технологические линии. Производственная мощность - 1,3 млн. тонн цемента в год. Выпуск продукции ведется по "мокрому" способу. Сырьевая база — карьер «Перевал» в г. Слюдянка Иркутской области.

### Продукция
Общестроительные цементы
ГОСТ 31108-2016, ГОСТ 30515-2013
- ·       ЦЕМ I 42,5Н  – портландцемент класса прочности 42,5 нормальнотвердеющий
- ·       ЦЕМ II/А-З 32,5Б  – портландцемент с золой-уноса от 6 до 20 % класса прочности 32,5 быстротвердеющий

ГОСТ 10178-85, ГОСТ 30515-2013
- ·       ПЦ 500-Д0-Н – портландцемент марки 500 бездобавочный, полученный на основе клинкера нормированного состава, для бетона дорожных и аэродромных покрытий

### Показатели деятельности
Производственные показатели за 2007 - 2020 гг.
| Год                            | 2007 | 2008  | 2011             | 2012  | 2013  | 2014  | 2015  | 2016  | 2017  | 2018  | 2019  | 2020  |
| Производство цемента, млн.тонн | 1,02 | 0,977 | 0,689 (отгрузка) | 0,687 | 0,716 | 0,770 | 0,595 | 0,529 | 0,603 | 0,620 | 0,633 | 0,581 |

## Награды и достижения
1966 год – Переходящее красное знамя совета Министров СССР
1976 год – Орден Трудового Красного Знамени за досрочное выполнение заданий 9-й пятилетки
1977 год – Присвоение Государственного знака качества портландцементу марки "400" с минеральными добавками.

## Конфликты
С 2004 по 2011 год за оперативное управление предприятием боролись «РАТМ-Холдинг» и «Сибирский цемент», в тот момент владевшие примерно равными пакетами акций. Конфликт завершился после того, как контрольный пакет акций приобрело ООО «Русская цементная компания».